# Рууту, Туомо
Ту́омо Ийсакки Ру́уту (фин. Tuomo Iisakki Ruutu; 16 февраля 1983, Вантаа, Финляндия) — бывший финский хоккеист, крайний нападающий. Чемпион мира 2011 года и двукратный призёр Олимпийских игр (2010 и 2014) в составе сборной Финляндии. Ныне является ассистентом главного тренера клуба «Флорида Пантерз». Обладатель Кубка Стэнли 2024 в качестве ассистента тренера «Флориды Пантерз».
Двое старших братьев — тоже хоккеисты. Яркко (род. 1975), провёл более 650 матчей в НХЛ. Микко (род. 1978), был задрафтован в НХЛ, но никогда не играл в ней, в возрасте 24 лет из-за серьёзной травмы был вынужден закончить карьеру.
Провёл в НХЛ 735 матчей, в которых набрал 346 очков (148+198). В плей-офф сыграл 16 матчей и набрал 4 очка (1+3).

## Статистика
| Легенда | Легенда                    | Легенда | Легенда                   | Легенда | Легенда    |
| ------- | -------------------------- | ------- | ------------------------- | ------- | ---------- |
| И       | Количество проведённых игр | Штр     | Штрафное время            | +/−     | Плюс-минус |
| Г       | Голы                       | П       | Голевые передачи          | О       | Очки       |
| -       | Статистика неизвестна      | —       | Статистика не учитывалась |         |            |